# Слуцкий, Наум Файвелевич
Наум Файвелевич Слуцкий (14 июня 1917, Киев — 8 января 2002) — советский кинооператор.

## Биография
Родился в 1917 году в Киеве, еврей. Окончил ВГИК (1939). Член ВКП(б) с 1939 года.
Участник Великой Отечественной войны, в РККА с ноября 1941 года, на 1944 год — лейтенант, командир огневого взвода 3 батареи 400 артиллерийскго пола 133 стрелковой дивизии, награждён двумя Орденами Отечественной войны II степени (1944, 1985), Орденом Красной Звезды (1944):

В феврале 1944 года взвод Слуцкого отбил с открытой огневой позиции отбил атаку противника подбив 3 танка. 26.04.1944 огнём взвода, которым командовал Слуцкий, было отбито три атаки противника, при этом уничтожено до 100 солдат и офицеров противника.— из наградного листа на Орден Отечественной войны II степени, 1944 год
После войны начал работать ассистентом оператора на киностудии им. Довженко в Киеве, ассистируя Даниилу Демуцкому на съёмках фильма «Подвиг разведчика» (1947), затем был его помощником на съёмках фильма «Калиновая роща» (1953). Первой самостоятельной работой стал фильм «Земля» (1954).

## Фильмография
- 1953 — Калиновая роща — совместно с Д. Демуцким[3]
- 1954 — Земля
- 1955 — Костер бессмертия[4]
- 1956 — Без вести пропавший
- 1958 — Флаги на башнях[5]
- 1959 — Это было весной[6]
- 1961 — Морская чайка
- 1962 — Закон Антарктиды
- 1963 — Ехали мы, ехали…
- 1963 — Бухта Елены
- 1964 — Ракеты не должны взлететь
- 1966 — К свету! (киноальманах)
- 1966 — Знакомство (к.м.)
- 1967 — Киевские мелодии
- 1968 — Димка-велогонщик
- 1969 — Димка рассердился
- 1970 — Узники Бомона[7]
- 1973 — Будни уголовного розыска
- 1979 — Киевские встречи
- 1979 — Дождь в чужом городе